# Carúncula himeneal
Caruncula Himenal é uma estrutura anatômica presente na entrada da vagina da mulher, que é resquício do Hímen e se formam após ruptura do hímen durante relações sexuais ou parto vaginal. Não existe tratamento pois não se trata de uma doença e sim de uma estrutura normal.